# هايدي إيوينغ
هايدي إيوينغ (بالإنجليزية: Heidi Ewing)‏ هي مخرجة أمريكية، ولدت في القرن العشرين في فارمنغتون هيلز في الولايات المتحدة.

## وصلات خارجية
- هايدي إيوينغ على موقع IMDb (الإنجليزية)
- هايدي إيوينغ على موقع ألو سيني (الفرنسية)
- هايدي إيوينغ على موقع أول موفي (الإنجليزية)
- هايدي إيوينغ على موقع قاعدة بيانات الفيلم (الإنجليزية)
- هايدي إيوينغ على موقع كينوبويسك (الروسية)